# موشقره
موشقره (به لاتین: Moshkara) یک منطقه مسکونی در جمهوری آذربایجان است که در شهرستان بیلقان واقع شده‌است.